# 工藤祐舜
工藤 祐舜（くどう ゆうしゅん、1887年（明治20年）3月26日 - 1932年（昭和7年）1月8日）は、日本の植物学者。現在の秋田県平鹿郡増田町（現横手市）縫殿生まれ。植物分類学の泰斗として知られる。
父祐哲は浄土真宗の寺院通覚寺の19世住職であり、祐舜は長男であったが、のちに弟祐信を養子として寺を継がせている。

## 経歴
1901年（明治34年）秋田県立第三中学校（現秋田県立横手高等学校）に入学、植物好きの教師宮沢運治に傾倒し、宮沢もまた工藤を殊の外かわいがって植物採集に連れまわし、あたかも助手のような扱いであったという。中学時代、すでに海外の植物園や博物館などと標本交換をおこない、学名不明の植物を札幌農学校の宮部金吾に送ったことで2人の文通が始まった。工藤は宮部のいる札幌農学校への入学を希望したが、宮部は東京帝国大学への進学を勧め、熟慮した結果、僧侶である父の猛反対を押し切って、1906年（明治39年）、鹿児島の旧制第七高等学校造士館に進んだ。七高生時代の工藤はしばしば屋久島に植物採集に出かけている。1909年（明治42年）東京帝国大学理科大学（現東大理学部）に進学し、松村任三のもとで植物分類学を専攻した。卒業論文は「本邦産双形科植物」であった。
1912年（大正元年）から1925年（大正14年）まで東北帝国大学農科大学（のち北海道帝国大学、現在の北海道大学）に奉職し、当初は助手、のちに助教授に昇進した。札幌の農科大学では樺太、千島の植物調査に専念した。1922年（大正11年）、『北千島幌莚島植物誌』により理学博士号を得た。
1925年、在外研究員としてアメリカ合衆国に向け出発、全6か国で研究生活を送り、1928年（昭和3年）に帰国した。帰国後は台北帝国大学の理農学部教授に就任して植物分類学の講座を担当、台北植物園長、台湾総督府中央研究所技師を兼任した。台北ではまた、押し葉標本を収載する東洋屈指の腊葉館の建設に尽力し、早くも1929年（昭和4年）に完成している。同年、名著といわれる『日本支那産唇形植物の分類』をラテン語で刊行した。
1932年（昭和7年）、台湾の台北市にて心臓病（狭心症）で死去。没後に、正宗厳敬、鈴木蒔夫、福山伯明らによって、工藤を記念した学術雑誌「KUDOA」が創刊された（全5号、1933年-1937年）。
ラン科キンラン属に彼の名前を冠したユウシュンランがある。

## 著書
著作の一部はデジタル化され、国立国会図書館デジタルコレクションなどで公開されている。
- 『北海道主要樹木図譜』（宮部金吾 共著・須崎忠助 画、全28巻、三秀社、1920年-1931年） 国立国会図書館書誌ID:000000792277
  - 『北海道主要樹木図譜（覆刻版）』（北海道大学図書刊行会、1984年）doi:10.11501/14286252
  - 『北海道主要樹木図譜（普及版）』（北海道大学図書刊行会、1986年）doi:10.11501/12602069
  - 『北海道主要樹木図譜　（新版）』（北海道大学出版会、2024年）ISBN 978-4-8329-9143-9
- 『日本有用樹木分類学』（丸善、1922年） doi:10.11501/960473
  - 『日本有用樹木分類学（第4版）』（正宗厳敬校訂、丸善、1941年） doi:10.11501/1145388
- 『北樺太植物調査書』（舘脇操共著、薩哈嗹軍政部、1922年） doi:10.11501/1246263
- 『シュミト半島植物調査報告書』（薩哈嗹軍政部、1923年） doi:10.11501/1182220
- 『北海道薬用植物図彙』（須崎忠助 共著、川流堂小林又七出版、1924年）doi:10.11501/931697
  - 『北海道薬用植物図彙』（北海道大学図書刊行会、1988年）ISBN 4-8329-9251-1 doi:10.11501/13880531
- 『北海道の植生』（1926）
- 『日本支那産唇形植物の分類』（1929）
- 『植物園種子目録』（1931）

## 栄典
- 1932年（昭和7年）1月11日 - 勲五等瑞宝章[4]